# Équipe de Porto Rico de baseball
Uniformes
L'équipe de Porto Rico de baseball représente Porto Rico lors des compétitions internationales, comme le Classique mondiale de baseball, les Jeux olympiques ou la Coupe du monde de baseball notamment.

## Palmarès
Jeux olympiques
- 1992 : 5e
- 1996 : non qualifiée
- 2000 : non qualifiée
- 2004 : non qualifiée
- 2008 : non qualifiée

Classique mondiale de baseball
- 2006 : éliminée au 2e tour
- 2009 : éliminée au 2e tour
- 2013 :  2e
- 2017 :  2e
- 2023 : Quarts de finale

Coupe du monde de baseball
| - 1940 : 6e - 1941 : 8e - 1942 : non qualifiée - 1943 : non qualifiée - 1944 : 8e - 1945 : non qualifiée - 1947 : 2e - 1948 : 2e - 1950 : 8e - 1951 : 1er - 1952 : 3e - 1953 : 6e |  | - 1961 : non qualifiée - 1965 : 3e - 1969 : 7e - 1970 : 3e - 1971 : 4e - 1972 : 6e - 1973 : 2e - 1973 : 3e - 1974 : 6e - 1976 : 2e - 1978 : non qualifiée - 1980 : 8e |  | - 1982 : non qualifiée - 1984 : 8e - 1986 : non qualifiée - 1988 : 6e - 1990 : 4e - 1994 : 11e - 1998 : non qualifiée - 2001 : non qualifiée - 2003 : non qualifiée - 2005 : 8e - 2007 : non qualifiée - 2009 : 4e |

Jeux panaméricains
- 1959 :  2e
- 1967 :  3e
- 1979 :  3e
- 1987 :  3e
- 1991 :  2e
- 1995 :  3e

Coupe intercontinentale de baseball
| - 1973 : 2e - 1975 : 5e - 1977 : 6e - 1979 : 5e - 1981 : non qualifiée - 1983 : non qualifiée |  | - 1985 : non qualifiée - 1987 : non qualifiée - 1989 : 4e - 1991 : non qualifiée - 1993 : non qualifiée - 1995 : 6e |  | - 1997 : non qualifiée - 1999 : non qualifiée - 2002 : non qualifiée - 2006 : non qualifiée |